# Stuart Martin
Pour les articles homonymes, voir Martin.
Stuart Martin, né en 1986 en Écosse, est un acteur britannique, surtout connu pour ses rôles dans Babylon, Jamestown et Les Médicis : Maîtres de Florence,,. Il a étudié l'art dramatique au Conservatoire royal d'Écosse.

## Biographie
Stuart Martin est marié à l'actrice Lisa McGrillis depuis le 26 juillet 2015 avec qui il a un enfant.

## Filmographie

### Cinéma
- 2018 : Only You de Harry Wootliff : Shane
- 2019 : Our Ladies de Michael Caton-Jones
- 2021 : Dampyr : Emil Kurjak (en post-production[5],[6])
- 2021 : Army of Thieves de Matthias Schweighöfer : Brad Cage
- 2023 : Rebel Moon - Partie 1 : Enfant du feu (Rebel Moon: Part One – A Child of Fire) de Zack Snyder : Den
- 2024 : Rebel Moon - Partie 2 : L'Entailleuse (Rebel Moon: Part Two – The Scargiver) de Zack Snyder : Den

### Télévision
| Année     | Titre                             | Rôle                                    | Remarques                 |
| --------- | --------------------------------- | --------------------------------------- | ------------------------- |
| 2009      | Taggart                           | Jamie Revie                             | 1 épisode                 |
| 2011-2012 | River City                        | Lorne McKay                             | 2 épisodes                |
| 2012      | Hatfields and McCoys              | Soldat rebelle blessé                   | 2 épisodes                |
| 2013      | The Field of Blood                | DC Dan Burns                            | 2 épisodes                |
| 2013      | Hebburn                           | Lindsay                                 | 4 épisodes                |
| 2014      | Game of Thrones                   | Soldat Lannister                        | épisode Two Swords (en)   |
| 2014      | Babylon                           | Tony                                    | 7 épisodes                |
| 2015      | Crossing Lines                    | Luke Wilkinson                          | 12 épisodes               |
| 2015      | Affaires non classées             | Policier infiltré                       | Saison 12 : épisodes 9-10 |
| 2016      | Les Médicis : Maîtres de Florence | Lorenzo de Médicis                      | 8 épisodes                |
| 2017-2019 | Jamestown                         | Silas Sharrow                           | 24 épisodes               |
| 2020      | Miss Scarlet and The Duke (en)    | Inspecteur-détective William Wellington | rôle principal            |
| 2024      | Twilight of the Gods              | Leif                                    | rôle principal            |